# علي آل عصفور
علي عبد الرضا الشيخ سلمان الشيخ أحمد آل عصفور (1962)  هو رجل سياسة وثقافة ورياضة، يتمتع بحضور اجتماعي لافت، ويتحلى بتدين أصيل ينعكس في سلوكه وتعامله بحريني.
المشرف الأساسي على ديوانية آل العصفور  في قرية الدراز (المحافظة الشمالية) التي تُقام بشكلٍ دائم كل مساء خميس  بعد صلاة العشاء ,وعصر كل جمعة، لتكون ملتقى للشخصيات العامة، المواطنين، والمسؤولين التشريعيين والمحليين و رجال الدين. 

## السيرة
ولد آل عصفور في قرية الدراز في عام 1962. حصل على الثانوية العامة القسم الأدبي.
عين رئيسا لمأتم آل عصفور في قرية الشاخورة بقرار من إدارة الأوقاف الجعفرية والمتولي على مأتم الدراز الكبير ومأتم الدراز للنساء وديوان آل عصفور من عام 2004. تولى رئاسة نادي الإتفاق من 2006 إلى 2011. تم تعيينه عضوا في مجلس الشورى من 2006 إلى 2014.